# Діамантова цихліда
Herichthys carpintis — це цихліда з Центральної Америки в північних районах Мексики. Її ще називають діамантовою цихлідою.

## Морфологія
Це велика риба, що досягає 30 см у довжину. Її тіло має безліч блискучих синьо-зелених точок на чорному з сіро-зеленим відтінком тілі. Яскраві плями, також присутні на плавцях. Цей вид поліморфний, самці набагато більші, ніж самки, і мають великий жировий наріст на лобі (хоча у багатьох самців цей наріст не достатньо виражений).
Остерігайтеся можливої плутанини з Herichthys cyanoguttatus (техаською цихлідою), у якої світлі плями мають дуже малі розміри.

## Відтворення
Риби досягають статевої зрілості при досягненні 10 см у довжину. Відкладають ікру на плоску поверхню.
Під час нересту, батьки стають дивовижно красивими — голова світлішає в той час як решта тіла стає дуже темною, майже чорною. Яскрава область на голові у формі трикутника, обмежена на рівні нижньої щелепи і доходить до талії. Батьки тримають забарвлення до тих пір, поки вони піклуються про дітей.
Батьки захищають і піклуються про ікру та мальків.
Зростаючі копії мають п'ять або шість чорних плям у поздовж тіла в задньої його половині.

## Утримання в неволі
Примітка: Інформація, що міститься в цій таблиці наводяться тільки для ознайомлення.
Прочитайте текст уважно.
| Біотоп         | Мексика          |
| Вода           | Прісна           |
| Твердість води | 9-20 dGH         |
| pH             | 7,5 — 8,5        |
| температура    | 22 — 26°C        |
| Об'єм          |                  |
| Їжа            | всеїдна          |
| Розмір         | близько 25-30 см |

Утримання цієї цихліди дуже просте, але необхідний акваріум достатнього розміру.
Дійсно, H. carpintis — велика риба і вона може бути вельми агресивною, особливо в період нересту.
Поза нерестом, вона повинна утримуватись в достатньому об'ємі, разом з рибами того ж розміру.
Оформити ємність можна гравієм та камінням, а також корінням. Треба забезпечити різноманітні схованки, а ще композиція має сприяти розмежуванню територій. Рослини найчастіше будуть вирвані. Параметри води не мають істотного значення.
Харчування риби повинне складатися з м'яса риби та креветок, мідій тощо.